# Commercial LEO Development
Il Commercial LEO Development (CLD) è un programma spaziale operato dalla NASA. L'obiettivo della NASA è quello di coinvolgere il settore privato per consentire una solida e duratura economia nell'orbita terrestre bassa (LEO), sviluppandovi destinazioni commerciali (stazioni spaziali private) al fine di garantirvi una presenza umana continua. L'intenzione dell'agenzia è di stimolare un mercato in orbita terrestre bassa in cui la NASA è uno dei tanti clienti e il settore privato fa da apripista.

## Storia
Nel 2019, la NASA aveva manifestato l'intenzione di coinvolgere il settore privato per sviluppare un'economia legata allo sfruttamento dell'orbita bassa terrestre (LEO) e al mantenimento di una presenza permanente dell'uomo, facendo seguito al successo del Commercial Crew Program e Commercial Resupply Services che hanno permesso all'agenzia di risparmiare grandi quantità di risorse nel corso degli anni. A tale scopo, la NASA finanziò con 140 milioni di dollari Axiom Space per lo sviluppo della prima Stazione spaziale privata, che inizialmente sarà attaccata al nodo 2 della Stazione spaziale internazionale. L'obiettivo era di evitare un intervallo tra la fine del ciclo di vita della ISS e l'inizio delle operazioni di almeno una destinazione commerciale.
Attraverso questi sforzi, la NASA intende stimolare la domanda, catalizzare nuovi mercati e passare a un'economia dei voli spaziali umani a lungo termine, sostenibile e commerciale nell'orbita terrestre bassa, dove la NASA è uno dei tanti clienti, con destinazioni commerciali che forniscano un portafoglio diversificato di prodotti e servizi che soddisfano le esigenze della NASA e non, e che non siano dipendenti dal continuo acquisto di servizi da parte della NASA a lungo termine.
Il 23 marzo 2021, la NASA annunciò i suoi piani aggiornati tramite il lancio effettivo del CLD. In una prima fase, la NASA perseguirà più progetti finanziati dallo Space Act Agreements, per lo sviluppo di primi concept di destinazioni commerciali. Nella seconda fase, la NASA intende acquistare i servizi di destinazione quando tali servizi saranno disponibili per l'acquisto.
La NASA stima che le future esigenze dell'agenzia nell'orbita terrestre bassa richiederanno sistemazioni e addestramento per due membri dell'equipaggio in modo continuo e la capacità di eseguire circa 200 indagini all'anno per supportare la ricerca umana, le dimostrazioni tecnologiche, la scienza biologica e fisica e il National Lab. La NASA rilascerà una bozza di annuncio per le proposte ad aprile 2021 per il feedback del settore, quindi prevede di pubblicare l'annuncio finale a maggio con i premi finanziati dagli Space Act Agreements nel primo trimestre dell'anno fiscale 2022 e l'esecuzione degli accordi fino all'anno fiscale 2025.

### Fase 1
Nella fase 1 si prevedeva l'assegnazione di 2-4 premi, per un budget complessivo disponibile compreso tra i 300 e i 400 milioni di dollari per lo sviluppo delle idee iniziali, con l'obiettivo di facilitare lo sviluppo di destinazioni commerciali sicure, affidabili e convenienti in orbita terrestre bassa e consentire all'industria di maturare concept di design mentre la NASA matura potenziali certificazioni di sicurezza e requisiti di servizio per la fase due. 
A dicembre 2021, l'Agenzia firmò contratti con tre raggruppamenti di imprese per lo sviluppo di progetti per la prima fase. In particolare, furono assegnati 130 milioni di dollari a Blue Origin, 160 milioni di dollari a Nanoracks LLC e 125,6 milioni di dollari a Northrop Grumman Systems Corporation per lo sviluppo, rispettivamente, della stazione Orbital Reef (il cui lancio è previsto entro la metà del decennio); Starlab (lancio previsto nel 2027); un design senza nome basato sulla capsula Cygnus.